# Società Sportiva Lazio 1952-1953
Questa voce raccoglie le informazioni riguardanti la Società Sportiva Lazio nelle competizioni ufficiali della stagione 1952-1953.

## Stagione
La Lazio nel campionato di Serie A 1952-1953 si classificò al decimo posto con 31 punti, a pari merito con Novara, Sampdoria, Torino e Udinese.

## Organigramma societario
Area direttiva
- Presidente: Remo Zenobi, poi Antonio Annunziata, poi Costantino Tessarolo

Area tecnica
- Allenatore: Giuseppe Bigogno, da marzo Alfredo Notti

## Rosa
| N. |                     | Ruolo | Calciatore            |
| -- | ------------------- | ----- | --------------------- |
|    | Italia (bandiera)   | P     | Aldo De Fazio         |
|    | Italia (bandiera)   | P     | Lucidio Sentimenti IV |
|    | Italia (bandiera)   | D     | Francesco Antonazzi   |
|    | Italia (bandiera)   | D     | Giovanni Di Veroli    |
|    | Italia (bandiera)   | D     | Zeffiro Furiassi      |
|    | Italia (bandiera)   | D     | Stefano Malacarne     |
|    | Italia (bandiera)   | D     | Primo Sentimenti V    |
|    | Italia (bandiera)   | D     | Renato Spurio         |
|    | Italia (bandiera)   | C     | Romolo Alzani         |
|    | Italia (bandiera)   | C     | Vittorio Bergamo      |
|    | Norvegia (bandiera) | C     | Per Bredesen          |
|    | Italia (bandiera)   | C     | Luigi Fuin            |

| N. |                     | Ruolo | Calciatore            |
| -- | ------------------- | ----- | --------------------- |
|    | Norvegia (bandiera) | C     | Ragnar Nikolay Larsen |
|    | Svezia (bandiera)   | C     | Sigvard Löfgren       |
|    | Italia (bandiera)   | C     | Serafino Montanari    |
|    | Italia (bandiera)   | C     | Antonio Palestini     |
|    | Italia (bandiera)   | A     | Lelio Antoniotti      |
|    | Italia (bandiera)   | A     | Paolo Bettolini       |
|    | Italia (bandiera)   | A     | Emilio Caprile        |
|    | Italia (bandiera)   | A     | Rino Di Fraia         |
|    | Italia (bandiera)   | A     | Giovanni Migliorini   |
|    | Italia (bandiera)   | A     | Mario Pistacchi       |
|    | Italia (bandiera)   | A     | Aldo Puccinelli       |

## Calciomercato
| Acquisti | Acquisti            | Acquisti        | Acquisti      |
| R.       | Nome                | da              | Modalità      |
| -------- | ------------------- | --------------- | ------------- |
| P        | Aldo De Fazio       | Lucchese        | definitivo    |
| D        | Renato Spurio       | Prato           | fine prestito |
| C        | Vittorio Bergamo    | Sampdoria       | definitivo    |
| C        | Per Bredesen        | Ørn-Horten      | definitivo    |
| C        | Mario Magaldi       | Narnese         | definitivo    |
| A        | Paolo Bettolini     | Magenta         | definitivo    |
| A        | Emilio Caprile      | Juventus        | definitivo    |
| A        | Rino Di Fraia       | Rapallo Ruentes | definitivo    |
| A        | Giovanni Migliorini | Inter           | definitivo    |
| A        | Mario Pistacchi     | Foligno         | definitivo    |

| Cessioni | Cessioni                | Cessioni | Cessioni   |
| R.       | Nome                    | a        | Modalità   |
| -------- | ----------------------- | -------- | ---------- |
| P        | Ilvio Landucci          |          | svincolato |
| P        | Bruno Pagliara          | Romulea  | definitivo |
| C        | Enrique Flamini         | Reggiana | definitivo |
| C        | Luigi Foligna           | L'Aquila | prestito   |
| C        | Mario Magrini           | Monza    | definitivo |
| C        | Vittorio Sentimenti III | Torino   | definitivo |
| A        | Şükrü Gülesin           | Palermo  | prestito   |
| A        | Armando Macci           | Sora     | definitivo |
| A        | Filippo Nicoletti       | Messina  | definitivo |

## Risultati

### Serie A

#### Girone di andata
| Arbitro: | Jonni (Macerata) |

|                         |           |                       |
| Sentimenti V 21’ (rig.) | Marcatori | 50’ (rig.), 60’ Zorzi |

| Arbitro: | Agnolin (Bassano del Grappa) |

|                        |           |                        |
| Miglioli 14’ Piola 17’ | Marcatori | 8’ Larsen 83’ Bredesen |

| Arbitro: | Marchese (Frattamaggiore) |

|                                           |           |              |
| Bredesen 16’ Antoniotti 37’ Bettolini 39’ | Marcatori | 27’ Mannucci |

| Arbitro: | Carpani (Milano) |

|             |           |  |
| Colombi 53’ | Marcatori |  |

| Arbitro: | Marchetti (Milano) |

|                 |           |             |
| Larsen 54’, 72’ | Marcatori | Jeppson 19’ |

| Arbitro: | Righi (Milano) |

|             |           |                           |
| Oppezzo 62’ | Marcatori | 43’ Antoniotti 77’ Larsen |

| Arbitro: | Corallo (Lecce) |

|                     |           |  |
| Antoniotti 11’, 62’ | Marcatori |  |

| Bergamo 9 novembre 1952 8ª giornata | Atalanta           | 0 – 0 referto | Lazio | Stadio Comunale\| Arbitro: \| Bernardi (Bologna) \| |
| Arbitro:                            | Bernardi (Bologna) |               |       |                                                     |

| Arbitro: | Liverani (Torino) |

|               |           |  |
| Bettolini 41’ | Marcatori |  |

| Arbitro: | Bernardi (Bologna) |

|                         |           |                    |
| Bettolini 7’ Larsen 64’ | Marcatori | 59’ Sentimenti III |

| Arbitro: | Bellè (Venezia) |

|                                 |           |              |
| Burini 17’ Gren 18’ Nordahl 49’ | Marcatori | 88’ Bredesen |

| Arbitro: | Liverani (Torino) |

|  |           |                |
|  | Marcatori | 23’ Puccinelli |

| Arbitro: | Agnolin (Bassano del Grappa) |

|                |           |             |
| Puccinelli 45’ | Marcatori | 21’ Lorenzi |

| Arbitro: | Occhinegro (Taranto) |

|                    |           |                          |
| Bergamo 86’ (rig.) | Marcatori | 24’ Bacci 85’ Cervellati |

| Firenze 4 gennaio 1953 15ª giornata | Fiorentina            | 0 – 0 referto | Lazio | Stadio Comunale\| Arbitro: \| Guarnaschelli (Pavia) \| |
| Arbitro:                            | Guarnaschelli (Pavia) |               |       |                                                        |

| Arbitro: | Bernardi (Bologna) |

|                                                                  |           |  |
| J. Hansen 44’ (rig.), 62’ Præst 58’ K. Hansen 82’ Muccinelli 88’ | Marcatori |  |

| Arbitro: | De Leo (Mestre) |

|                                           |           |            |
| Bergamo 3’ Bettolini 50’, 77’ Caprile 80’ | Marcatori | 42’ Ispiro |

#### Girone di ritorno
| Arbitro: | Bellè (Venezia) |

|  |           |                                                        |
|  | Marcatori | 75’, 81’ Bettolini 77’ Alzani 89’ (rig.) Sentimenti IV |

| Arbitro: | Marchese (Frattamaggiore) |

|                          |           |                            |
| Sentimenti IV 77’ (rig.) | Marcatori | 32’, 85’ Piola 60’ Savioni |

| Arbitro: | Jonni (Macerata) |

|                      |           |  |
| Guarnieri 81’ (rig.) | Marcatori |  |

| Arbitro: | Marchetti (Milano) |

|                                       |           |         |
| Larsen 2’ Bredesen 87’ Puccinelli 90’ | Marcatori | 3’ Sega |

| Arbitro: | Massai (Pisa) |

|                            |           |  |
| Amadei 12’ Vitali 30’, 69’ | Marcatori |  |

| Arbitro: | Agnolin (Bassano del Grappa) |

|  |           |           |
|  | Marcatori | 42’ Conti |

| Arbitro: | Carpani (Milano) |

|                                   |           |              |
| Di Maso 30’ Şükrü 44’, 87’ (rig.) | Marcatori | 73’ Bredesen |

| Arbitro: | Tassini (Varese) |

|  |           |                        |
|  | Marcatori | 7’ Testa 52’ Rasmussen |

| Arbitro: | Liverani (Torino) |

|  |           |                     |
|  | Marcatori | 54’, 57’ Puccinelli |

| Arbitro: | Pieri (Trieste) |

|                          |           |  |
| Giovetti 33’ Marzani 37’ | Marcatori |  |

| Roma 5 aprile 1953 28ª giornata | Lazio                 | 0 – 0 referto | Milan | Stadio Nazionale\| Arbitro: \| Piemonte (Monfalcone) \| |
| Arbitro:                        | Piemonte (Monfalcone) |               |       |                                                         |

| Arbitro: | Liverani (Torino) |

|                           |           |  |
| Larsen 25’ Puccinelli 27’ | Marcatori |  |

| Arbitro: | De Leo (Mestre) |

|             |           |             |
| Nyers I 75’ | Marcatori | 34’ Caprile |

| Arbitro: | Campanati (Milano) |

|                |           |              |
| Mike Mayer 28’ | Marcatori | 80’ Bredesen |

| Arbitro: | Canavesio (Torino) |

|  |           |             |
|  | Marcatori | 78’ Novelli |

| Arbitro: | Valsecchi (Milano) |

|  |           |            |
|  | Marcatori | 44’ Vivolo |

| Arbitro: | Massai (Pisa) |

|                             |           |  |
| Ispiro 17’ De Vito 42’, 60’ | Marcatori |  |

## Statistiche

### Statistiche di squadra
| Competizione       | Punti | In casa | In casa | In casa | In casa | In casa | In casa | In trasferta | In trasferta | In trasferta | In trasferta | In trasferta | In trasferta | Totale | Totale | Totale | Totale | Totale | Totale | DR  |
| Competizione       | Punti | G       | V       | N       | P       | Gf      | Gs      | G            | V            | N            | P            | Gf           | Gs           | G      | V      | N      | P      | Gf     | Gs     | DR  |
| ------------------ | ----- | ------- | ------- | ------- | ------- | ------- | ------- | ------------ | ------------ | ------------ | ------------ | ------------ | ------------ | ------ | ------ | ------ | ------ | ------ | ------ | --- |
| Serie A            | 34    | 17      | 8       | 2       | 7       | 23      | 18      | 17           | 4            | 5            | 8            | 15           | 26           | 34     | 12     | 7      | 15     | 38     | 44     | -6  |
| Campionato Riserve | 41    | 13      | 11      | 1       | 1       | 36      | 5       | 13           | 7            | 4            | 2            | 23           | 8            | 26     | 18     | 5      | 3      | 59     | 13     | +46 |
| Totale             |       | 30      | 19      | 3       | 8       | 59      | 23      | 30           | 11           | 9            | 10           | 38           | 34           | 60     | 30     | 12     | 18     | 97     | 57     | +40 |

### Statistiche dei giocatori
Nel conteggio delle reti realizzate si aggiungano due autoreti a favore e due reti assegnate a tavolino nel Campionato Riserve.
| Giocatore        | Serie A  | Serie A | Campionato Riserve | Campionato Riserve | Totale   | Totale |
| Giocatore        | Presenze | Reti    | Presenze           | Reti               | Presenze | Reti   |
| ---------------- | -------- | ------- | ------------------ | ------------------ | -------- | ------ |
| R. Alzani        | 27       | 1       | -                  | -                  | 27       | 1      |
| F. Antonazzi     | 20       | 0       | 3                  | 0                  | 23       | 0      |
| L. Antoniotti    | 24       | 4       | 1                  | 2                  | 25       | 6      |
| V. Bergamo       | 22       | 2       | -                  | -                  | 22       | 2      |
| P. Bettolini     | 19       | 7       | 5                  | 0                  | 24       | 7      |
| P. Bredesen      | 32       | 6       | -                  | -                  | 32       | 6      |
| L. Brunori       | -        | -       | 18                 | 0                  | 18       | 0      |
| E. Caprile       | 20       | 2       | 7                  | 3                  | 27       | 5      |
| F. Carradori     | -        | -       | 4                  | 0                  | 4        | 0      |
| G. Ceresi        | -        | -       | 3                  | 0                  | 3        | 0      |
| E. Cristallini   | -        | -       | 3                  | -3                 | 3        | -3     |
| A. De Fazio      | 2        | -4      | 22                 | -10                | 24       | -14    |
| R. Di Fraia      | 3        | 0       | 23                 | 5                  | 26       | 5      |
| G. Di Veroli     | 1        | 0       | 23                 | 12                 | 24       | 12     |
| L. Fuin          | 14       | 0       | 7                  | 0                  | 21       | 0      |
| Z. Furiassi      | 22       | 0       | 1                  | 0                  | 23       | 0      |
| R.N. Larsen      | 31       | 7       | -                  | -                  | 31       | 7      |
| S. Löfgren       | -        | -       | -                  | -                  | -        | -      |
| M. Magaldi       | -        | -       | 10                 | 2                  | 10       | 2      |
| S. Malacarne     | 21       | 0       | 6                  | 0                  | 27       | 0      |
| G. Migliorini    | 4        | 0       | 21                 | 11                 | 25       | 11     |
| S. Montanari     | 15       | 0       | 13                 | 1                  | 28       | 1      |
| A. Palestini     | 1        | 0       | 17                 | 5                  | 18       | 5      |
| R. Palombini     | -        | -       | 23                 | 3                  | 23       | 3      |
| S. Passerini     | -        | -       | 25                 | 0                  | 25       | 0      |
| M. Pistacchi     | -        | -       | 21                 | 11                 | 21       | 11     |
| A. Puccinelli    | 31       | 6       | -                  | -                  | 31       | 6      |
| L. Sentimenti IV | 32       | -40; 2  | -                  | -                  | 32       | -40    |
| P. Sentimenti V  | 32       | 1       | 1                  | 0                  | 33       | 1      |
| R. Spurio        | 1        | 0       | 16                 | 0                  | 17       | 0      |
| F. Stocchi       | -        | -       | 2                  | 0                  | 2        | 0      |

## Riserve
La squadra riserve della Lazio ha disputato nella stagione 1952-1953 il Campionato Riserve.

### Rosa
| N. |                   | Ruolo | Calciatore          |
| -- | ----------------- | ----- | ------------------- |
|    | Italia (bandiera) | P     | Aldo De Fazio       |
|    | Italia (bandiera) | P     | Enrico Cristallini  |
|    | Italia (bandiera) | D     | Francesco Antonazzi |
|    | Italia (bandiera) | C     | Luciano Brunori     |
|    | Italia (bandiera) | D     | Giovanni Di Veroli  |
|    | Italia (bandiera) | D     | Zeffiro Furiassi    |
|    | Italia (bandiera) | D     | Stefano Malacarne   |
|    | Italia (bandiera) | D     | Sergio Passerini    |
|    | Italia (bandiera) | D     | Primo Sentimenti V  |
|    | Italia (bandiera) | D     | Renato Spurio       |
|    | Italia (bandiera) | C     | Franco Carradori    |
|    | Italia (bandiera) | C     | Giulio Ceresi       |

| N. |                   | Ruolo | Calciatore          |
| -- | ----------------- | ----- | ------------------- |
|    | Italia (bandiera) | C     | Luigi Fuin          |
|    | Italia (bandiera) | C     | Mario Magaldi       |
|    | Italia (bandiera) | C     | Serafino Montanari  |
|    | Italia (bandiera) | C     | Antonio Palestini   |
|    | Italia (bandiera) | C     | Renato Palombini    |
|    | Italia (bandiera) | C     | Florindo Stocchi    |
|    | Italia (bandiera) | A     | Lelio Antoniotti    |
|    | Italia (bandiera) | A     | Paolo Bettolini     |
|    | Italia (bandiera) | A     | Emilio Caprile      |
|    | Italia (bandiera) | A     | Rino Di Fraia       |
|    | Italia (bandiera) | A     | Giovanni Migliorini |
|    | Italia (bandiera) | A     | Mario Pistacchi     |